# Kleiner Arius
Der Kleine Arius ist ein 433 m ü. NHN hoher Berg im Mittleren Pfälzerwald, einem Teil des Pfälzerwaldes. Am Berg finden sich zahlreiche Buntsandsteinfelsformationen. Die Felsen Hubertuswand (ND-7317-183), Felsentor (ND-7317-189) und Geißenfelsen (ND-7317-174) sind als Naturdenkmale ausgewiesen.

## Geographie

### Lage
Der Kleine Arius liegt im Biosphärenreservat Pfälzerwald-Vosges du Nord und im Naturpark Pfälzerwald, geographisch am Südwestrand des Mittleren Pfälzerwaldes bzw. am Ostrand des Zweibrückener Westrich. Der Rückenberg verläuft ausgehend vom Pirmasenser Ortsteil Ruhbank über etwa 3,5 Kilometer nordostwärts zum Lamsbachtal. Im Nordwesten trennt das Glastal den Berg vom Glasberg, im Südosten das Finsterbachtal vom Großen Arius. Das Waldgebiet gehört zum Staatsforst Westrich, der vom Forstamt Westrich betreut wird. Der Berg liegt auf der Gemarkung der Stadt Pirmasens in Rheinland-Pfalz.

### Naturräumliche Zuordnung
Der Kleine Arius gehört zum Naturraum Pfälzerwald, der in der Systematik des von Emil Meynen und Josef Schmithüsen herausgegebenen Handbuches der naturräumlichen Gliederung Deutschlands und seinen Nachfolgepublikationen als Großregion 3. Ordnung klassifiziert wird. Betrachtet man die Binnengliederung des Naturraums, so gehört er zum Mittleren Pfälzerwald.
Zusammenfassend folgt die naturräumliche Zuordnung damit folgender Systematik:
1. Großregion 1. Ordnung: Schichtstufenland beiderseits des Oberrheingrabens
2. Großregion 2. Ordnung: Pfälzisch-Saarländisches Schichtstufenland
3. Großregion 3. Ordnung: Pfälzerwald
4. Region 4. Ordnung (Haupteinheit): Mittlerer Pfälzerwald

## Zugang und Wandern
Der Berg ist vollständig bewaldet. Zum Gipfel führt ein kleiner Forstweg. Um und über den Berg verlaufen einige Wander- und Forstwege. Der zertifizierte Prädikatswanderweg Pirmasenser Felsenwald verläuft über den Bergrücken vorbei an den Felsformationen. An der Südseite befinden sich das privat bewirtschafte Forsthaus Beckenhof und das Waldhaus Starkenbrunnen des Pfälzerwald-Vereins, wo entsprechende Wanderparkplätze vorhanden sind.